# Oude Maasdijk
Oude Maasdijk is een buurtschap in de Nederlandse gemeente West Maas en Waal, gelegen in de provincie Gelderland. Het ligt ten zuiden van Dreumel.
Hoofdplaats: Beneden-Leeuwen

Dorpen: Alphen · Altforst · Appeltern · Boven-Leeuwen · Dreumel · Maasbommel · Wamel

Buurtschappen: Blauwesluis · De Tuut · Greffeling · Moordhuizen · Nieuwe Schans · Oude Maasdijk · Woerd

Gelderland: Steden en dorpen in Gelderland      Nederland: Provincies · Gemeenten